# Josep Marie
Josep Marie (Rià, 1 de juliol del 1750 - ?) va ser diputat a l'Assemblea Legislativa francesa del 30 d'agost del 1791 al 20 de setembre del 1792.

## Biografia
Ocupava un càrrec administratiu quan el 21 d'abril del 1789 assistí a l'assemblea general de la noblesa del Rosselló, reunida per elegir els diputats als Estats Generals. En sortí elegit diputat en representació del departament dels Pirineus Orientals, el 2n de cinc candidats, per una majoria dels 140 votants. Després de prestar jurament el 4 d'octubre, el 17 va ser nomenat membre del Comitè de Socors Públics.
Morí sense descendència. El seu germà Thomas maridà Catherine Romeu i tingué un fill, Hyacinthe, metge com son pare i com ho seria el seu propi fill, Joseph Marie (? - 1902), diverses vegades conseller general en representació del cantó de Prada.